# جامعة النهضة
جامعة النهضة هي جامعة مصرية خاصة تقع بمدينة بني سويف الجديدة.

## دور الجامعة
تؤدي جامعة النهضة منذ إنشائها عام 2006 دوراً في المجال التعليمي للمرحلة الجامعية امتد من شمال البلاد إلي جنوبها وساعد عليه موقعها في شرق بني سويف مع ما تملكه الجامعة من إمكانات مادية وبشرية ساعدت على تميز هذا الأداء وقد امتد دور الجامعة وأثرها إلي البيئة المحيطة بها فشهدت المنطقة طفرة حضارية غير مسبوقة شهد لها الجميع واستكمالاً لدور الجامعة في خدمة المجتمع والبيئة وجد أنه يلزم عمل كيان يقوم بإدارة وتنظيم هذه الأنشطة والخدمات بالأسلوب الذي يضمن مصلحة الجامعة والمواطن والبيئة المحيطة من خلال تنوع وتعدد خدمات مميزة ومرغوبة .
ويعد مركز التدريب والتعليم المستمر والخدمات نموذجاً يقوم بهذا العمل من خلال تنظيم جيد يستفيد من إمكانات الجامعة ويضيف إليها مادياً وأدبياً ويعود بالنفع علي العديد من أبناء متلقي شتي أنواع الخدمات.
وبالإضافة إلى كليات طب الفم والهندسة والصيدلة والإعلام وعلوم الحاسب وإدارة الأعمال فإنه جار إنشاء كلية جديدة للعلاج الطبيعي

## الكليات
- الهندسة
- الطب البشري
- التسويق وإدارة الأعمال
- علوم الحاسب
- الإعلام والعلاقات العامة
- الصيدلة
- طب الفم والأسنان
- العلاج الطبيعي
- فنون جميله